# Веселий Кут (Кропивницький район)
Веселий Кут — село в Україні, у Дмитрівська сільській громаді Кропивницького району Кіровоградської області. Населення становить 104 мешканці. Орган місцевого самоврядування — Дмитрівська сільська рада.

## Історія
Станом на 1886 рік у селі Красносільської волості Олександрійського повіту Херсонської губернії мешкала 671 особа, налічувалось 125 дворових господарств, існувала православна церква.

## Населення
Згідно з переписом УРСР 1989 року чисельність наявного населення села становила 352 особи, з яких 149 чоловіків та 203 жінки.
За переписом населення України 2001 року в селі мешкало 296 осіб.

### Мова
Розподіл населення за рідною мовою за даними перепису 2001 року:
| Мова       | Відсоток |
| ---------- | -------- |
| українська | 96,96 %  |
| російська  | 2,03 %   |
| молдовська | 0,34 %   |
| угорська   | 0,34 %   |
| інші       | 0,33 %   |